# Montignargues
Montignargues är en kommun i departementet Gard i regionen Occitanien i södra Frankrike. Kommunen ligger i kantonen Saint-Chaptes som tillhör arrondissementet Nîmes. År 2022 hade Montignargues 559 invånare.

## Befolkningsutveckling
Antalet invånare i kommunen Montignargues
Referens:INSEE